# Interfaza
     Fazy interfazy
     Mejoza
     Mitoza

Cykl życiowy komórki

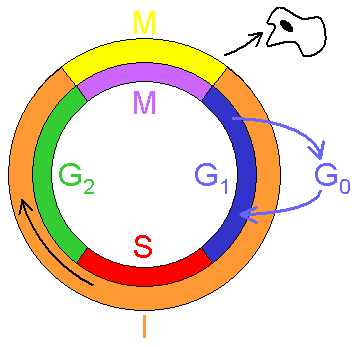
Fazy interfazy
Mejoza
Mitoza

Interfaza – najdłuższa faza życia komórki, należąca do cyklu komórkowego. Jest etapem, w którym komórka przygotowuje się do podziału mitotycznego lub mejotycznego. Interfazę stanowią trzy stadia:
- faza G1,
- faza S,
- faza G2.

W przypadku, gdy nie dojdzie do wytworzenia białek odpowiedzialnych za przejście faz G1 i G2 do następnego stadium, komórka przechodzi w fazę G0. Interfaza ulega wtedy zatrzymaniu, komórka traci zdolność replikacji DNA i zaczyna się specjalizować. Dotyczy to np. komórek nerwowych czy mięśniowych. W niektórych przypadkach może dojść do powrotu do cyklu komórkowego poprzez stymulację komórek np. hormonami.
W komórkach eukariotycznych w jądrze podczas interfazy wyróżnić można jąderko, które zanika w profazie i odtwarzane jest w telofazie.